# Alfa Piscium
Alfa Piscium (α Psc, α Piscium) je druhá nejjasnější hvězda v souhvězdí Ryb. Má také tradiční jméno Alrescha. Je to vizuální dvojhvězda, složky jsou označeny α Psc A a α Psc B. Objevily se také informace, že jedna nebo obě složky jsou spektroskopické dvojhvězdy.
Jméno Alrescha pochází z arabského رشاء rišá' nebo الرشاء ar-rišá', což znamená provaz (šňůra). Méně používané názvy jsou Kaitain (z arab. عقدة الخيطين uqda al-chajtajn – uzel dvou nití ), nebo Okda (z arab. عقدة uqda – uzel).
Systém sestává ze dvou hvězd s jasností 4,1 a 5,17 mag. Jejich vzájemná vzdálenost je méně než 1,9" a zmenšuje se, protože složky se navzájem obíhají a tak se na ně díváme z stále méně a méně vhodného úhlu. Jejich oběžná doba je více než 3 000 let. V roce 1985 byl jejich úhlový odstup 1,7 ", v roce 2000 pouze 1,5 "a nejvíce se k sobě přiblíží v roce 2060 – jen na jednu vteřinu. Skutečná vzdálenost složek je asi 80 AU. Od Země je tento systém vzdálen asi 150 světelných let.